# Kajetan Stefanowicz (polityk)
Kajetan Stefanowicz (ur. 6 września 1877 w Bojanach) – polski ziemianin pochodzenia ormiańskiego, działacz i polityk na Bukowinie.

## Życiorys
Urodził się 6 września 1877 w Bojanach na Bukowinie. Pochodził z rodziny spolonizowanych Ormian, właścicieli ziemskich, był synem Stefana (1853-1900).
Ukończył szkoły średnie i studia w Theresianum. Potem kontynuował kształcenie na uniwersytetach w Wiedniu, Berlinie, Lipsku, Pradze. W wieku 23 lat uzyskał stopień doktora praw, po czym kształcił się w naukach społecznych i ekonomicznych. W 1900 podjął pracę w służbie rządowej i przez rok był zatrudniony w Prokuratorii Skarbu w Wiedniu. Po śmierci ojca (1900) odszedł ze służby państwowej i w 1901 zajął się zarządzaniem dobrami rodzinnymi. Zamieszkiwał w Czerniowcach. W 1905 objął stanowisko wiceprezydenta Banku Krajowego Bukowińskiego. W 1906 został radnym miejskim w Czerniowcach. Jako przedstawiciel Polonii w 1908 został wybrany posłem z grupy większych posiadłości i objął mandat w Sejmie Krajowym Bukowiny w miejsce posła Bohdanowicza. W 1911 został prezesem polskiego klubu sejmowego. Zasiadł w bukowińskim Wydziale Krajowym, gdzie pełnił funkcję referenta spraw kultury krajowej. Wiosną 1912 został wybrany prezydentem Rady kultury krajowej na Bukowinie. Był jednym z przywódców większej własności ormiańsko-polskiej. Za swoją działalność przed 1912 został wyróżniony tytułem członka honorowego stowarzyszeń polskich na Bukowinie. Do około 1914 był asesorem w Wydziale Krajowym Bukowiny.
W 1914 został odznaczony Krzyżem Kawalerskim Orderu Franciszka Józefa.